# Lewis Strauss
Lewis Lichtenstein Strauss ( /ˈstrɔːz/; Charleston, 31 de janeiro de 1896 – Brandy Station, 21 de janeiro de 1974) foi um empresário, filantropo e oficial naval americano que serviu dois mandatos na Comissão de Energia Atômica dos Estados Unidos (AEC), o segundo como seu presidente. Ele foi uma figura importante no desenvolvimento de armas nucleares, na política de energia nuclear dos Estados Unidos e na energia nuclear nos Estados Unidos .
Nasceu em Charleston, West Virginia, filho de Rosa (Lichtenstein) e Lewis Strauss, um atacadista de calçados de sucesso . Seus pais eram emigrantes judeus da Alemanha e da Áustria que vieram para os Estados Unidos nas décadas de 1830 e 1840 e se estabeleceram na Virgínia. Sua família mudou-se para Richmond, Virgínia, onde ele cresceu e frequentou escolas públicas. Aos 10 anos, ele perdeu grande parte da visão do olho direito em uma luta de pedras, que mais tarde o desqualificou do serviço militar normal. Ele foi o orador da turma do ensino médio,conseguindo uma bolsa de estudos da Universidade da Virgínia, mas a febre tifóide em seu último ano o impediu de se formar com sua turma. Criado em Richmond, Virgínia, Strauss tornou-se assistente de Herbert Hoover como parte dos esforços de socorro durante e após a Primeira Guerra Mundial. Strauss então trabalhou como banqueiro de investimentos na Kuhn, Loeb & Co. durante as décadas de 1920 e 1930, onde acumulou uma riqueza considerável. Como membro do comitê executivo do Comitê Judaico Americano e de várias outras organizações judaicas na década de 1930, Strauss fez várias tentativas de mudar a política dos Estados Unidos para aceitar mais refugiados da Alemanha nazista, mas não teve sucesso. Durante a Segunda Guerra Mundial, Strauss serviu como oficial na Reserva da Marinha dos EUA e ascendeu ao posto de contra-almirante devido ao seu trabalho no Bureau of Ordnance na gestão e recompensa de fábricas envolvidas na produção de munições.

## Carreira

### Primeira Guerra Mundial

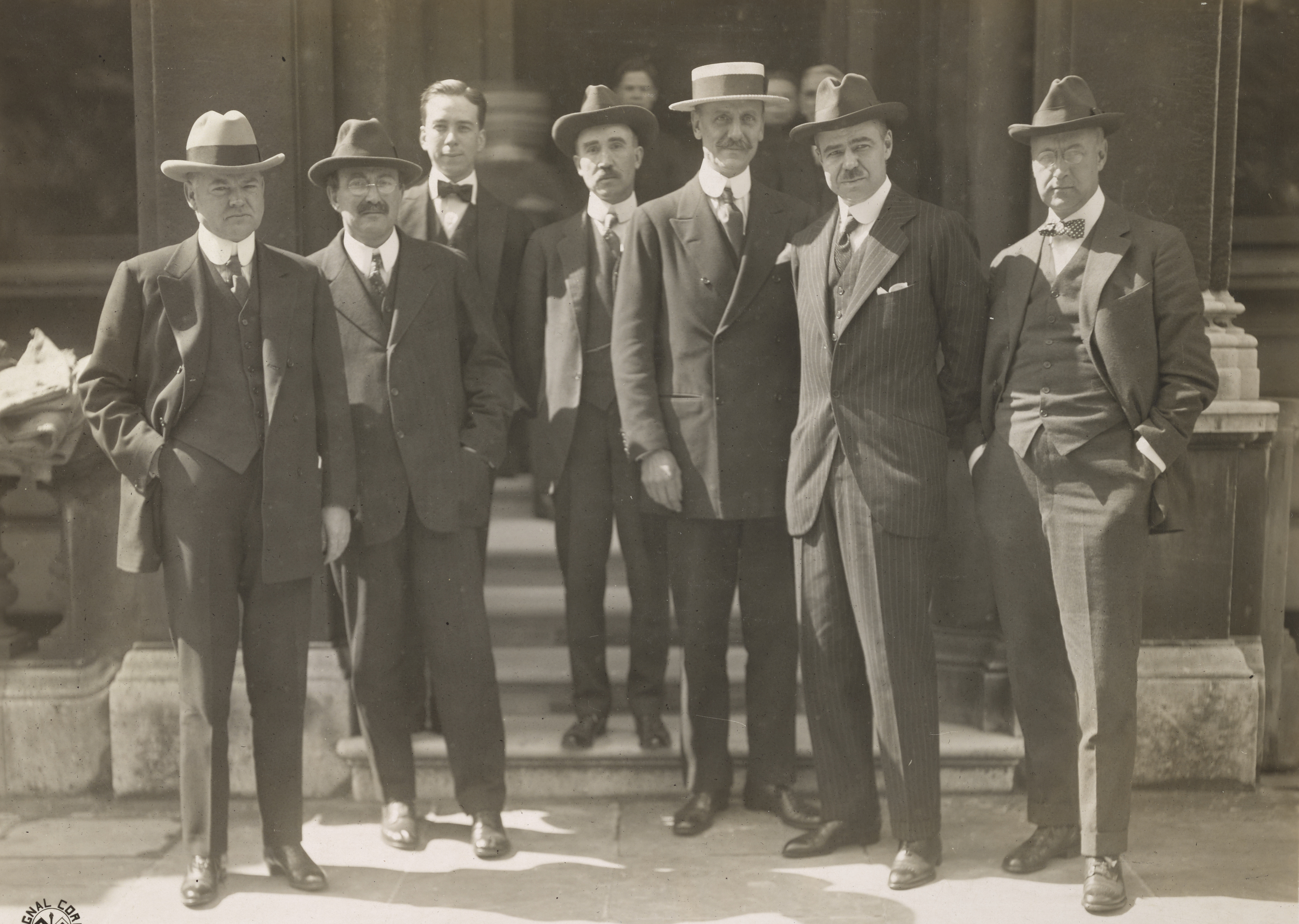
Administradores de alimentos americanos em 1918: Hoover está na extrema esquerda, Strauss é o terceiro da esquerda

A mãe de Strauss o encorajou a prestar serviço público ou humanitário. Era 1917 e a Primeira Guerra Mundial continuava a devastar partes da Europa e Herbert Hoover tornou-se um símbolo de altruísmo humanitário ao chefiar a Comissão de Socorro na Bélgica e posteriormente o American Relief Program. Conseqüentemente, Strauss pegou o trem para Washington, DC, e abriu caminho para servir sem remuneração como assistente de Hoover. (Strauss e seu biógrafo divergem sobre se isso aconteceu em fevereiro ou maio de 1917, mas o último parece mais provável. )
Strauss cresceu na Virgínia cercado pela veneração dos heróis militares do sul da " Guerra entre os Estados ", mas uma viagem que ele fez no verão de 1918 aos campos de batalha devastados de Château-Thierry e Belleau Wood removeu de sua visão de mundo quaisquer noções tão glamorosas ou românticas. Da mesma forma, sua exposição ao confronto em 1919 ao ver os efeitos da Guerra da Polônia levou-o a um sentimento pacifista poderoso e duradouro.

### Segunda Guerra Mundial
Apesar de sua desqualificação médica para o serviço militar regular, Strauss se inscreveu para ingressar na Reserva da Marinha dos Estados Unidos em 1925, tornando-se efetivo em 1926, e recebeu uma comissão de oficial como tenente de inteligência. Ele permaneceu na reserva como tenente-comandante . Em 1939 e 1940, quando a Segunda Guerra Mundial começou no exterior, ele se ofereceu para o serviço ativo. Ele queria entrar na inteligência, mas foi bloqueado, supostamente porque o Diretor de Inteligência Naval da Marinha dos EUA tinha preconceito contra os judeus e porque as contribuições de Strauss para B'nai B'rith levantaram suspeitas por parte do diretor do FBI J. Edgar Hoover e outros na comunidade de inteligência dos EUA. Em vez disso, em fevereiro de 1941, ele foi chamado para o serviço ativo, e foi designado como assistente do chefe no Bureau of Ordnance, onde ajudou a organizar e gerenciar o trabalho de munições da Marinha. Strauss e sua esposa mudaram-se para Washington, DC, onde viveram em um apartamento no prestigiado Shoreham Hotel . Ela serviu como auxiliar de enfermagem de sala de cirurgia durante este período.
A promoção ao posto de bandeira era incomum para um membro da reserva, e, como tal, ele gostava de ser tratado como "Almirante Strauss", embora o uso do título honorífico perturbasse alguns oficiais regulares que o consideravam um civil.  A essa altura, Strauss havia aproveitado seus laços em Washington e Wall Street para entrar no establishment do pós-guerra na capital. Ele também estava aprendendo como realizar as coisas em Washington por meio de canais não oficiais, algo em que se tornaria bastante adepto.

### Introdução à energia atômica
A mãe de Strauss morreu de câncer em 1935, seu pai da mesma doença em 1937. Isso e seu interesse inicial pela física levaram Strauss a estabelecer um fundo em seus nomes, o Lewis and Rosa Strauss Memorial Fund, para pesquisas em física que poderiam levar a um melhor tratamento de radiação para pacientes com câncer. O fundo apoiou Arno Brasch, que trabalhava na produção de material radioativo artificial com rajadas de raios-X . O trabalho de Brasch foi baseado em trabalhos anteriores com Leo Szilard, que viu neste trabalho um meio possível de desenvolver uma reação atômica em cadeia . Szilard já havia previsto que isso poderia levar a uma bomba atômica . Szilard convenceu Strauss a apoiá-lo e a Brasch na construção de um "gerador de surto". Strauss finalmente forneceu dezenas de milhares de dólares para este empreendimento.
Após a guerra, Strauss foi o representante da Marinha no Comitê Interdepartamental de Energia Atômica. Strauss recomendou um teste da bomba atômica contra vários navios de guerra modernos, o que ele pensou que refutaria a ideia de que a bomba atômica tornava a Marinha obsoleta. Sua recomendação contribuiu para a decisão de realizar os testes da Operação Crossroads em meados de 1946, os primeiros desde a guerra, no Atol de Bikini .

### Membro da Comissão de Energia Atômica

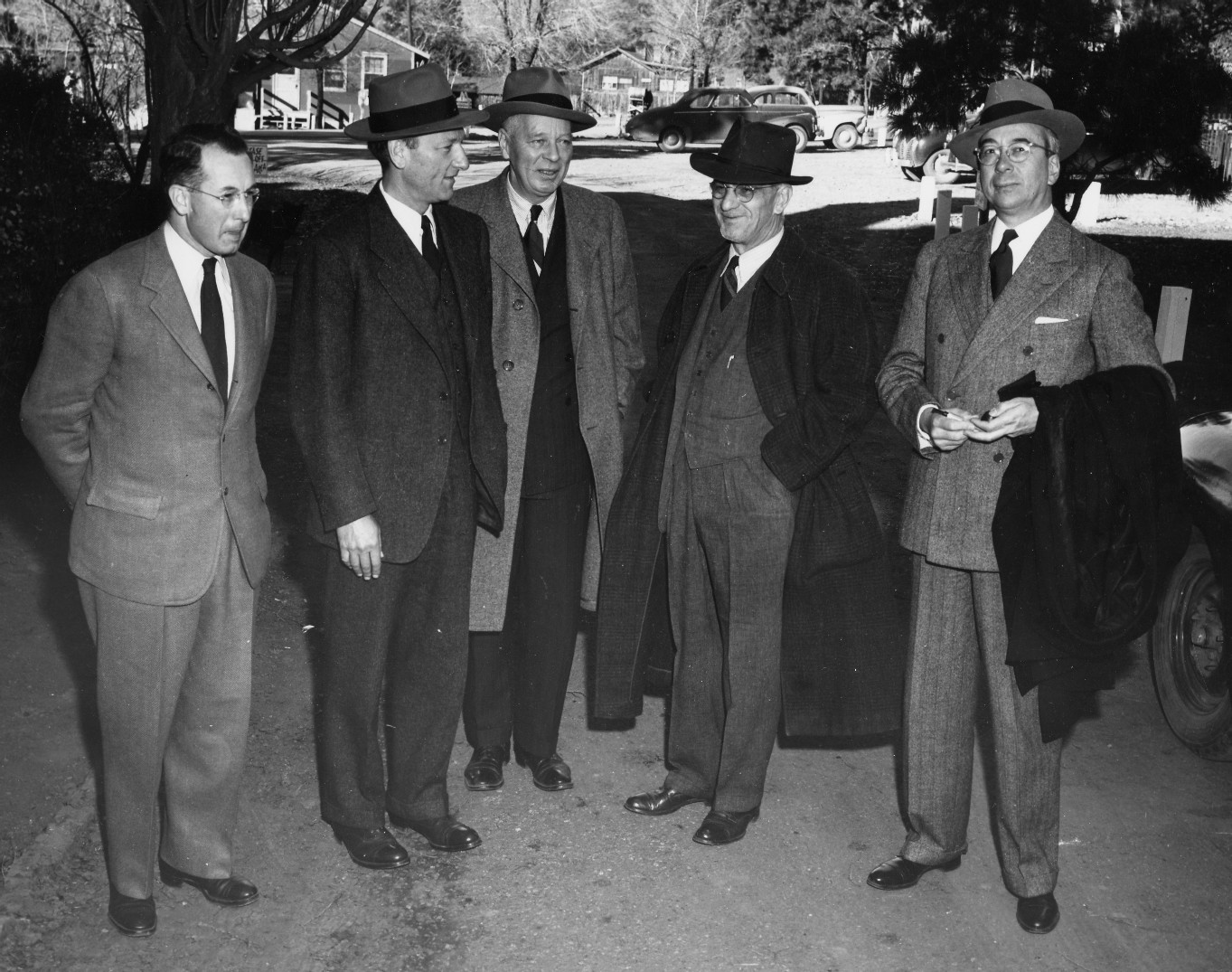
Os cinco comissários originais da AEC em 1947; Strauss é mais à direita

Em 1947, os Estados Unidos transferiram o controle da pesquisa atômica do Exército dos EUA para a autoridade civil sob a recém-criada Comissão de Energia Atômica (AEC). Em outubro de 1946, antes que a comissão realmente fosse criada, Strauss foi nomeado pelo presidente Truman como um dos cinco primeiros comissários, com David E. Lilienthal como presidente. Strauss havia sido recomendado para um cargo no corpo pelo vice-almirante Paul Frederick Foster, um amigo de longa data para quem Strauss havia fornecido contatos no mundo dos negócios (e que posteriormente ajudou Strauss a conseguir sua designação de serviço ativo). Em sua discussão inicial sobre a nomeação, Strauss observou ao Truman, que apoiava o New Deal, que "sou um republicano Hoover negro". Truman disse que isso não importava, já que a comissão pretendia ser apolítica. Strauss, que havia retornado brevemente ao trabalho na Kuhn Loeb após a guerra, agora saiu da empresa para cumprir os regulamentos da AEC.
Uma vez lá, Strauss se tornou um dos primeiros comissários a falar em desacordo com a política existente. Nos primeiros dois anos, houve uma dúzia de instâncias, a maioria relacionada a questões de segurança da informação, nas quais Strauss estava em uma minoria de 1 a 4 na comissão; no processo, ele foi cada vez mais percebido como teimoso.
Uma das primeiras ações de Strauss no AEC foi instar seus colegas comissários a estabelecer a capacidade de monitorar a atividade atômica estrangeira por meio de testes atmosféricos. Em particular, ele viu que as aeronaves WB-29 Superfortress equipadas com testes radiológicos poderiam executar vôos regulares de "farejar" para monitorar a atmosfera superior para detectar quaisquer testes atômicos da União Soviética. Outras pessoas no governo e na ciência, incluindo os físicos J. Robert Oppenheimer e Edward Teller, argumentaram que a abordagem radiológica não funcionaria, mas Strauss e a recém-formada Força Aérea dos Estados Unidos continuaram independentemente. Vários dias após o primeiro teste de bomba atômica pela União Soviética em agosto de 1949, um vôo do WB-29 encontrou evidências do teste. Embora Strauss não fosse a única pessoa que insistia em capacidades de detecção de longo alcance, foi em grande parte devido a seus esforços que os Estados Unidos conseguiram descobrir que a União Soviética havia se tornado uma potência nuclear.
Strauss acreditava em uma premissa fundamental da Guerra Fria, que a União Soviética estava determinada em um curso de dominação mundial; como tal, ele acreditava em ter uma força nuclear mais poderosa do que os soviéticos e em manter sigilo sobre as atividades nucleares dos Estados Unidos.  Isso se estendeu aos aliados: entre os comissários, ele era o mais cético quanto ao valor do Modus Vivendi acordado em janeiro de 1948, que previa o compartilhamento limitado de informações técnicas entre Estados Unidos, Grã-Bretanha e Canadá (e que já era um conjunto de diretrizes mais rígidas do que as estabelecidas pelo presidente Franklin D. Roosevelt no Acordo de Quebec da era do Projeto Manhattan). Durante a eleição presidencial dos Estados Unidos de 1948, Strauss tentou convencer o candidato do Partido Republicano Thomas E. Dewey sobre os perigos de compartilhar informações atômicas com a Grã-Bretanha, e depois que Dewey perdeu, Strauss tentou convencer Truman do mesmo. Após as revelações sobre a espionagem do físico britânico Klaus Fuchs para a União Soviética e a nomeação do ex-marxista John Strachey como Secretário de Estado da Guerra no Gabinete Britânico, Strauss argumentou que o Modus Vivendi deveria ser suspenso completamente, mas nenhum outro comissário queria ir a esse extremo.
Strauss era conhecido por sua rigidez psicológica; um de seus colegas comissários teria dito: "Se você discorda de Lewis sobre qualquer coisa, ele assume que você é apenas um tolo a princípio. Mas se você continuar discordando dele, ele conclui que você deve ser um traidor." Strauss estava cada vez mais infeliz em sua posição, mas o presidente Truman indicou satisfação com o trabalho de Strauss e as posições minoritárias que ele estava assumindo na comissão.
O primeiro teste de bomba atômica pela União Soviética em agosto de 1949 veio mais cedo do que o esperado pelos americanos e, nos meses seguintes, houve um intenso debate no governo, nas forças armadas e nas comunidades científicas dos EUA sobre a possibilidade de prosseguir com o desenvolvimento da muito mais poderosa bomba de hidrogênio, então conhecida como "a Super". Strauss pediu aos Estados Unidos que agissem imediatamente para desenvolvê-lo,  escrevendo a seus colegas comissários em 5 de outubro que "chegou a hora de um salto quântico em nosso planejamento ... devemos fazer um esforço intensivo para avançar com o super". Em particular, Strauss não foi influenciado por argumentos morais contra o avanço, não vendo nenhuma diferença real entre usá-la e a bomba atômica ou a arma de fissão reforçada que alguns oponentes do Super defendiam como alternativa. Quando Strauss foi rejeitado pelos outros comissários, ele procurou o secretário-executivo do Conselho de Segurança Nacional, Sidney Souers, para levar o assunto diretamente ao presidente Truman. Foi como consequência desse encontro que Truman soube pela primeira vez (quando Souers o informou) que uma bomba de hidrogênio poderia existir. Em um memorando pedindo o desenvolvimento do Super que ele enviou ao presidente Truman em 25 de novembro de 1949, o piedoso Strauss não expressou dúvidas sobre o que os soviéticos fariam, escrevendo que "um governo de ateus provavelmente não será dissuadido de produzir a arma por motivos 'morais'".
Em 31 de janeiro de 1950, Truman anunciou sua decisão de prosseguir com o desenvolvimento da bomba de hidrogênio. Algumas narrativas, incluindo as promovidas por Strauss e a do biógrafo de Strauss, colocaram Strauss como tendo tido um papel central na decisão de Truman. Mas quando a decisão foi tomada, Strauss fazia parte de uma coalizão cada vez maior de figuras militares e governamentais, e alguns cientistas, que sentiam fortemente que o desenvolvimento da nova arma era essencial para a segurança dos EUA diante de um inimigo ideológico hostil e com capacidade nuclear. Assim, na ausência da ação de Strauss, a mesma decisão quase certamente teria sido tomada. De qualquer forma, quando a decisão foi anunciada, Strauss, considerando que havia feito tudo o que podia, apresentou sua renúncia no mesmo dia. Dentro da administração, houve alguma consideração para Strauss ser nomeado presidente da AEC para substituir Lilienthal que estava saindo, mas Strauss foi considerado uma figura muito polarizadora. O último dia de Strauss durante sua primeira passagem pela comissão foi 15 de abril de 1950.

### Analista financeiro
A partir de junho de 1950, Strauss tornou-se consultor financeiro dos irmãos Rockefeller, onde sua carta era participar das decisões sobre projetos, financiamentos e investimentos. Para eles, ele ajudou na fundação e atuou no primeiro conselho do Population Council . Ele também esteve envolvido nas negociações com a Universidade de Columbia que levaram à venda e arrendamento de imóveis associados a parte do Rockefeller Center . A relação com os irmãos Rockefeller duraria até 1953. No entanto, Strauss sentiu que os irmãos o tratavam como um ativo de segunda classe e, por sua vez, não sentia nenhuma lealdade para com eles.
Na eleição presidencial dos Estados Unidos de 1952, Strauss originalmente apoiou Robert A. Taft, seu amigo dos tempos de Hoover, para a indicação do Partido Republicano. Uma vez que Dwight D. Eisenhower garantiu a indicação, no entanto, Strauss contribuiu com dinheiro substancial para a campanha de Eisenhower.

### Presidente da Comissão de Energia Atômica

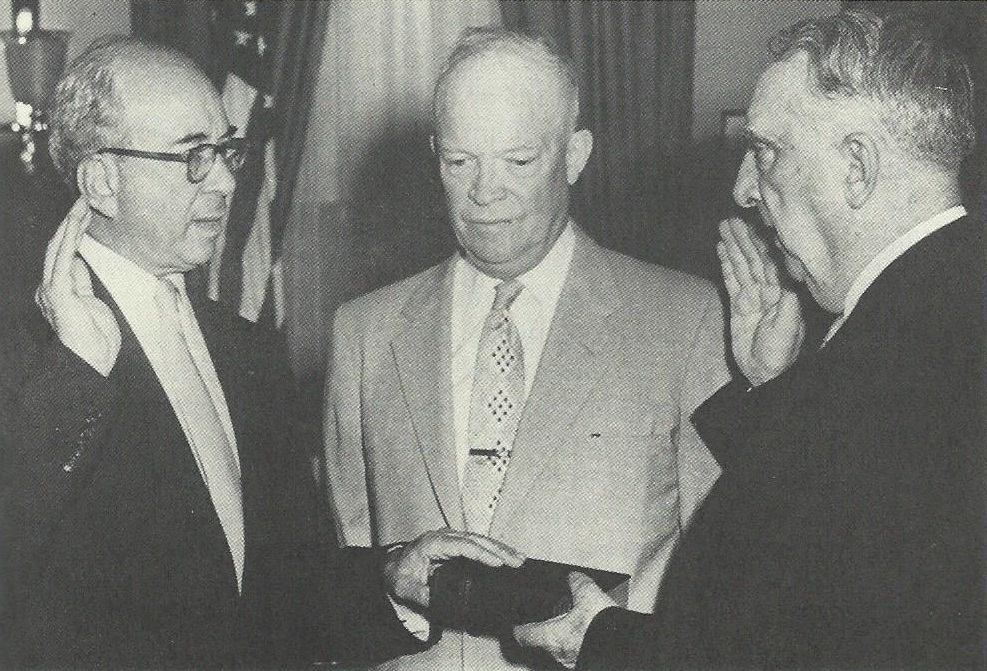
Strauss (à esquerda) fazendo o juramento de posse como presidente da AEC em 1953

Em janeiro de 1953, o presidente Eisenhower nomeou Strauss como conselheiro presidencial de energia atômica. Então, em julho de 1953, Eisenhower nomeou Strauss como presidente da AEC.
Embora Strauss inicialmente se opusesse ao impulso de Eisenhower para a Operação Sinceridade, sua visão e os objetivos do governo evoluíram, e ele endossou o programa " Atoms for Peace ", que Eisenhower anunciou em dezembro de 1953. Strauss era agora um dos mais conhecidos defensores da energia atômica para muitos propósitos. Em parte, ele celebrou a promessa do uso pacífico da energia atômica como parte de um esforço consciente para desviar a atenção dos perigos da guerra nuclear. No entanto, Strauss, como Eisenhower, acreditava sinceramente e esperava pelo potencial de usos pacíficos. Em 1955, Strauss ajudou a organizar a participação dos Estados Unidos na primeira conferência internacional sobre usos pacíficos da energia atômica, realizada em Genebra. Strauss tinha em alta consideração as capacidades soviéticas, dizendo após a conferência que "no reino da ciência pura, os soviéticos nos surpreenderam com suas realizações ... [os russos] não poderiam ser descritos de forma alguma como tecnicamente atrasados".

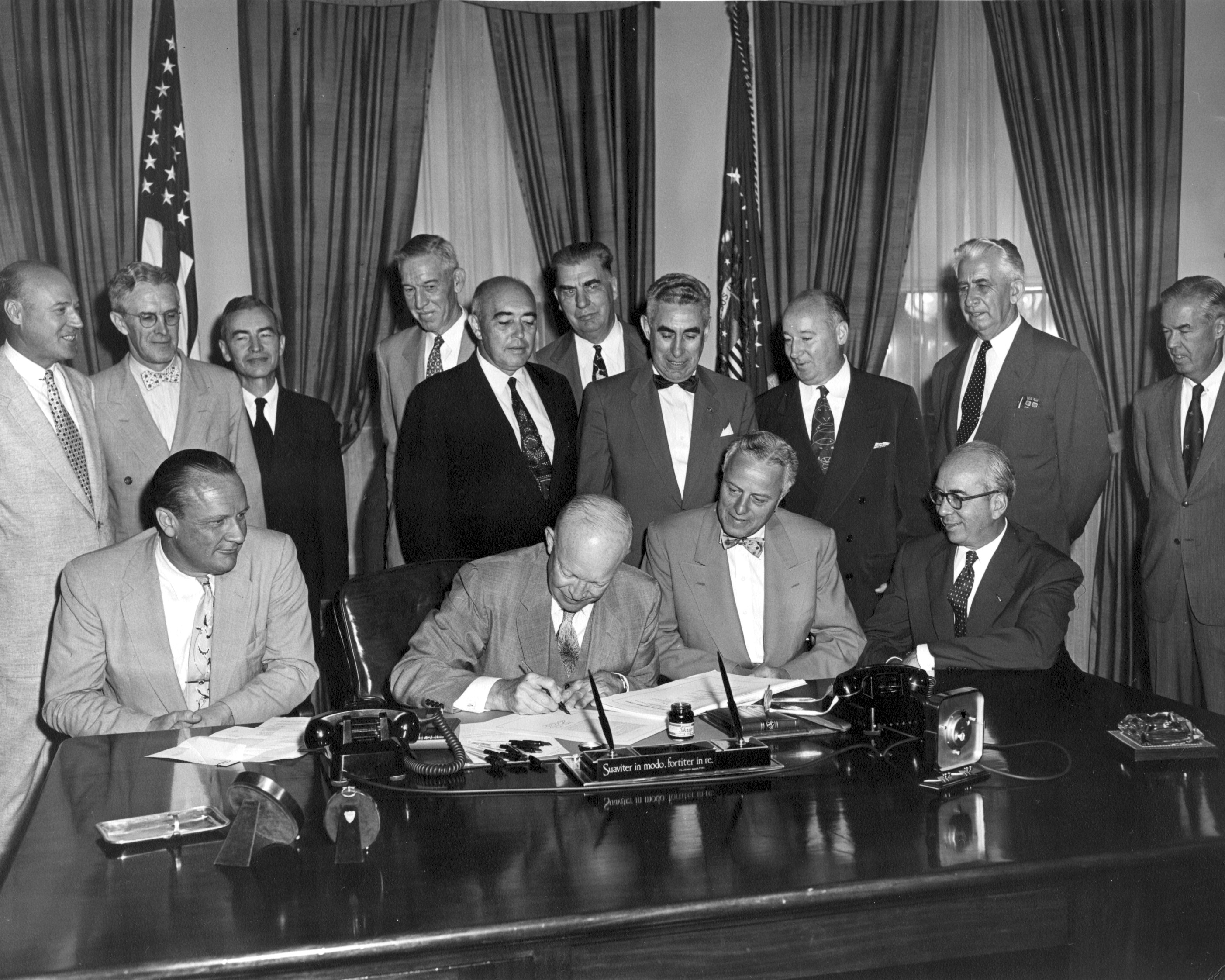
Eisenhower assinando uma modificação da Lei de Energia Atômica em 1954; Strauss está sentado na extrema direita

Em 1954, Strauss previu que a energia atômica tornaria a eletricidade " muito barata para medir ". Tida como fantasiosa até na época, a citação agora é vista como prejudicial à credibilidade do setor. Strauss possivelmente estava se referindo ao Projeto Sherwood, um programa secreto para desenvolver energia a partir da fusão do hidrogênio, ao invés dos comumente acreditados reatores de fissão de urânio . De fato, na véspera de uma conferência de 1958 em Genebra sobre energia atômica, Strauss ofereceu fundos substanciais a três laboratórios para pesquisa de energia de fusão.
Após a explosão inesperadamente grande do teste termonuclear Castle Bravo de março de 1954 no Atol de Bikini, houve preocupação internacional sobre a precipitação radioativa experimentada pelos residentes das proximidades do Atol de Rongelap e do Atol de Utirik e por um navio de pesca japonês . O AEC inicialmente tentou manter a contaminação em segredo e, em seguida, tentou minimizar os perigos de precipitação para a saúde. Vozes começaram a ser ouvidas defendendo a proibição ou limitação dos testes atmosféricos de armas nucleares. O próprio Strauss minimizou os perigos da precipitação e insistiu que era vital que um programa de explosões atmosféricas continuasse sem impedimentos. No entanto, Strauss também contribuiu para os temores do público quando, durante uma entrevista coletiva em março de 1954, fez uma observação improvisada de que uma única bomba H soviética poderia destruir a área metropolitana de Nova York. Esta declaração também foi ouvida no exterior e serviu para aumentar o que o ministro da Defesa do Reino Unido , Harold Macmillan, chamou de "pânico" sobre o assunto. A AEC encomendou o relatório do Projeto SUNSHINE em 1953 para verificar o impacto da precipitação radioativa, gerada por repetidas detonações nucleares de rendimento cada vez maior, na população mundial. Os britânicos pediram o relatório ao AEC, mas Strauss resistiu em dar a eles algo mais do que uma versão fortemente redigida, levando à frustração do primeiro-ministro Winston Churchill e de outras autoridades do Reino Unido.

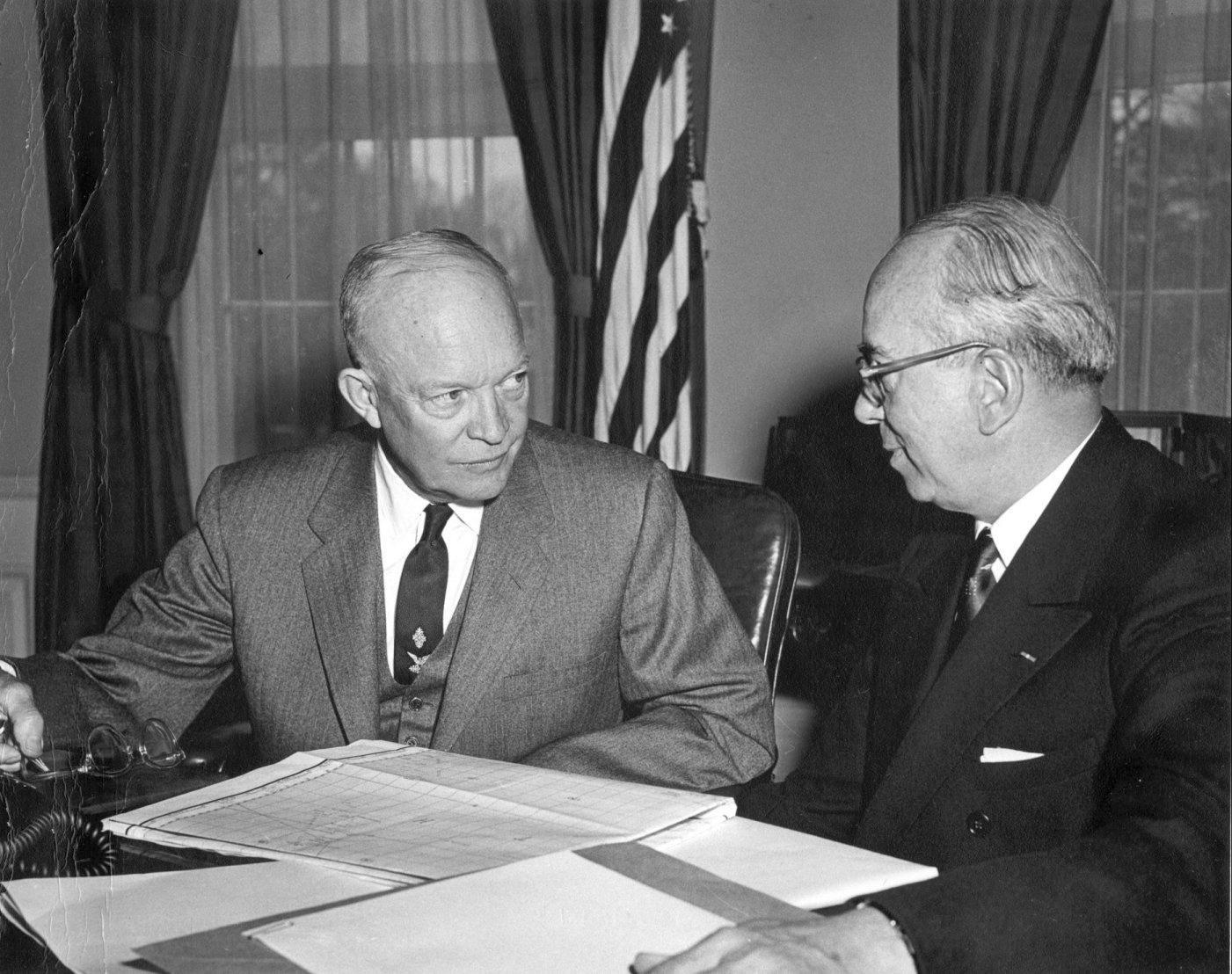
Eisenhower e Strauss discutem a Operação Castelo, 1954

Como presidente da AEC, Strauss foi informado sobre as descobertas da inteligência dos EUA no reator de Dimona em Israel. Ele se encontrou com Ernst David Bergmann, presidente da Comissão de Energia Atômica de Israel e uma das principais forças iniciais do programa nuclear israelense (e anos depois ajudaria Bergmann a conseguir uma bolsa de estudos nos Estados Unidos). Embora os pensamentos de Strauss sobre o esforço israelense para desenvolver armas nucleares não estejam documentados, sua esposa disse mais tarde que ele seria a favor de Israel ser capaz de se defender.

### Strauss e Oppenheimer
Durante seus mandatos como comissário da AEC, Strauss tornou-se hostil a Oppenheimer, o físico que havia sido diretor do Laboratório de Los Alamos durante o Projeto Manhattan e que, após a guerra, tornou-se uma figura pública célebre e permaneceu em posições influentes na energia atômica.
Em 1947, Strauss, administrador do Instituto de Estudos Avançados de Princeton, apresentou a Oppenheimer a oferta do instituto para ser seu diretor. O próprio Strauss, como um homem de grande inteligência e habilidades financeiras, senão com educação superior, também foi considerado para o cargo; ele foi a quinta escolha do corpo docente do instituto, enquanto Oppenheimer foi o primeiro classificado. Strauss, um republicano conservador, tinha pouco em comum com Oppenheimer, um liberal que tinha associações comunistas. Posteriormente, Oppenheimer foi um dos principais oponentes de avançar com a bomba de hidrogênio e propôs uma estratégia de segurança nacional baseada em armas atômicas e defesa continental; Strauss queria o desenvolvimento de armas termonucleares e uma doutrina de dissuasão. Oppenheimer apoiou uma política de abertura em relação aos números e capacidades das armas atômicas do arsenal americano; Strauss acreditava que tal franqueza unilateral só beneficiaria os planejadores militares soviéticos.
A princípio, Strauss agiu com cautela, até mesmo evitando um ataque a Oppenheimer pelo senador Joseph McCarthy . Ele fez a equipe da AEC compilar uma lista de acusações e surpreendeu Oppenheimer com elas em dezembro de 1953.
Strauss é freqüentemente lembrado como a força motriz nas audiências de um mês, realizadas em abril e maio de 1954, perante um Conselho de Segurança de Pessoal da AEC que resultou na revogação da autorização de segurança de Oppenheimer. Strauss teve acesso às informações do FBI sobre Oppenheimer, incluindo suas conversas com seus advogados, que foram usadas para preparar contra-argumentos com antecedência. No final, apesar do apoio de vários cientistas importantes e outras figuras proeminentes, Oppenheimer perdeu sua autorização, um dia antes de ela expirar de qualquer maneira, como Strauss queria. Ao que tudo indica, as audiências quebraram o espírito de Oppenheimer e ele nunca mais foi a mesma pessoa depois.

## Legado
A questão Oppenheimer rapidamente se tornou uma cause célèbre, com Strauss frequentemente sendo escalado para o papel de vilão. Esta era uma imagem que persistiria tanto no curto prazo, como no longo prazo. Strauss também tinha seus defensores, que viam os papéis de herói e vilão invertidos. Essas avaliações polarizadas seguiram Strauss durante grande parte de sua carreira.
De qualquer forma, a personalidade de Strauss não foi simplesmente categorizada; um entrevistador de meados da década de 1950, o cientista político Warner R. Schilling, achou-o brando e cortês em uma sessão, mas irritadiço e temperamental em uma segunda sessão. Como afirmou o obituário de primeira página de Alden Whitman de Strauss para o New York Times ,

Por cerca de doze anos, no início da era atômica, Lewis Strauss, um ex-banqueiro cortês, mas às vezes espinhoso, com um talentoso conhecimento de física amador, foi uma figura-chave na formação da política termonuclear dos Estados Unidos. ... Nos anos de sua maior influência em Washington, o Sr. Strauss com cara de coruja intrigou a maioria dos observadores. Era, por um lado, uma pessoa sociável, que gostava de jantares e era adepta da prestidigitação; e, por outro lado, dava a impressão de arrogância intelectual. Ele podia ser caloroso, mas às vezes parecia uma camisa de pelúcia. Ele poderia fazer amigos, mas criar antagonismos.
Mesmo os enganos menores de Strauss, como inventar uma desculpa para publicar a transcrição da audiência de segurança de Oppenheimer, embora as testemunhas tivessem recebido a promessa de que seus depoimentos permaneceriam secretos, voltaram contra ele, pois a transcrição mostrou como a audiência assumiu a forma de uma inquisição.

## Prêmios e honras

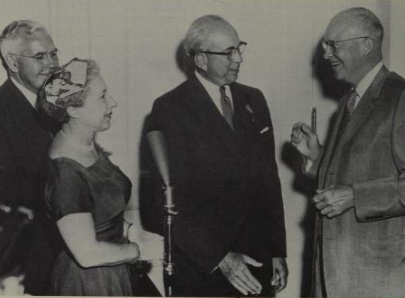
Lewis Strauss recebe a Medalha Presidencial da Liberdade do presidente Dwight D. Eisenhower.

Por seu trabalho humanitário na Europa durante e após a Primeira Guerra Mundial, Strauss foi condecorado por seis nações. Essas honras incluíram o Chevalier, Ordem Belga de Leopoldo I, o Comandante de Primeira Classe da Rosa Branca da Finlândia, e o Chevalier, Estrela da Romênia . Ele recebeu uma medalha semelhante da Polônia. De acordo com um relato biográfico apresentado no Registro do Congresso, ele também foi premiado com o nível de Grande Oficial da Legião de Honra da França.
A capa da revista <i id="mwBIY">Time</i> apresentou Strauss duas vezes. A primeira foi em 1953, quando ele era presidente da AEC e a corrida armamentista nuclear estava em andamento, e a segunda foi em 1959, durante seu processo de confirmação do Secretário de Comércio.

## Na mídia
É interpretado por Phil Brown na minissérie da BBC de 1980 Oppenheimer . Ele é interpretado por Robert Downey Jr. no filme de 2023 de Christopher Nolan , Oppenheimer .

## Publicações
- Strauss, Lewis L. Men and Decisions (Garden City, Nova York: Doubleday & Company, 1962).